# Jacob Israël de Haan
Jacob Israël de Haan (n. 31 decembrie, 1881 - d. 30 iunie, 1924) a fost un jurnalist și scriitor neerlandez de origine evreiască. Stabilit in Palestina și devenit purtător de cuvânt al sectorului evreiesc ultraortodox și  antisionist, a fost asasinat la Ierusalim din cauza acestei orientări politice de către Avraham Tehomi (1903–1991).